# 1805 год в музыке

## События
- 7 апреля — Первое исполнение Второй симфонии Бетховена в Вене.
- 20 ноября — Премьера оперы Бетховена «Фиделио» (нем. Fidelio) в Вене (под названием «Леонора», нем. Leonore).

## Произведения
- Людвиг ван Бетховен — опера «Фиделио» (нем. Fidelio), соч. 72[1].
- Луиджи Керубини — опера «Фаниска» (итал. Faniska).
- Франц Кроммер — концерт для гобоя Фа мажор.
- Симон Майр:
  - Опера «Гостиница в гостинице» (итал. Di locanda in locanda e sempre in sala)[2].
  - Опера «Супружеская любовь» (итал. L'amor coniugale)[2].
  - Опера «Скала Фрауэнштайн» (итал. La roccia di Frauenstein)[2].
  - Опера «Эральдо и Эмма» (итал. Eraldo ed Emma)[2].

## Родились
- 15 февраля — Луиза Бертен (фр. Louise Bertin), французский композитор и поэтесса.
- 5 марта — Теодор Лабарр (фр. Theodore Labarre), французский арфист и композитор.
- 19 апреля — Эдмон де Кусмаке (фр. Edmond de Coussemaker), франко-фламандский музыковед.
- 14 мая — Йоханн Петер Эмилиус Хартман (дат. Johann Peter Emilius Hartmann), датский композитор и органист.
- 27 июня — Наполеон Кост (фр. Napoléon Coste), французский классический гитарист и композитор.
- 5 июля — Наполеон де Сен-Любен (фр. Napoléon de Saint-Lubin), немецкий скрипач и композитор французского происхождения.
- 14 ноября — Алессандро Нини (итал. Alessandro Nini), итальянский композитор.
- 5 декабря — Фанни Хензель, урождённая Мендельсон (нем. Fanny Hensel, geb. Mendelssohn), немецкая певица, пианистка и композитор, сестра Феликса Мендельсона.
- дата неизвестна:
  - Карл Фридрих Куршманн (нем. Karl Friedrich Curschmann), немецкий композитор и оперный певец, тенор.
  - Елизавета Сергеевна Шашина, русская певица и композитор.

## Скончались
- 23 января — Вацлав Пихль (чеш. Vaclav Pichl), чешский композитор, скрипач, певец, музыкальный руководитель и писатель (родился 25 сентября 1741).
- 4 февраля — Иоганн Георг Тромлиц, (нем. Johann George Tromlitz), немецкий флейтист, композитор и конструктор музыкальных инструментов.
- 28 мая — Луиджи Боккерини, итальянский виолончелист и композитор (родился 19 февраля 1743).